# قائمة أعضاء المدة النيابية الثانية لمجلس نواب الشعب التونسي
تحتوي هذه المقالة على قائمة أعضاء المدة النيابية الثانية في مجلس نواب الشعب التونسي والبالغ عددهم 217 نائبا موزعين حسب الدوائر الانتخابية.

## المكتب

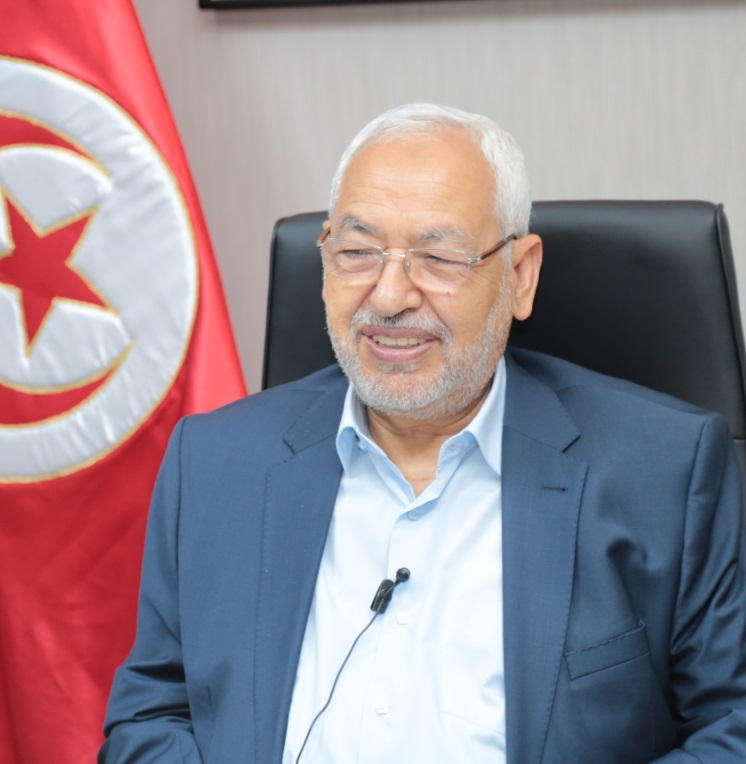
راشد الغنوشي الرئيس حركة النهضة
سميرة الشواشي النائبة الأولى للرئيس حزب قلب تونس
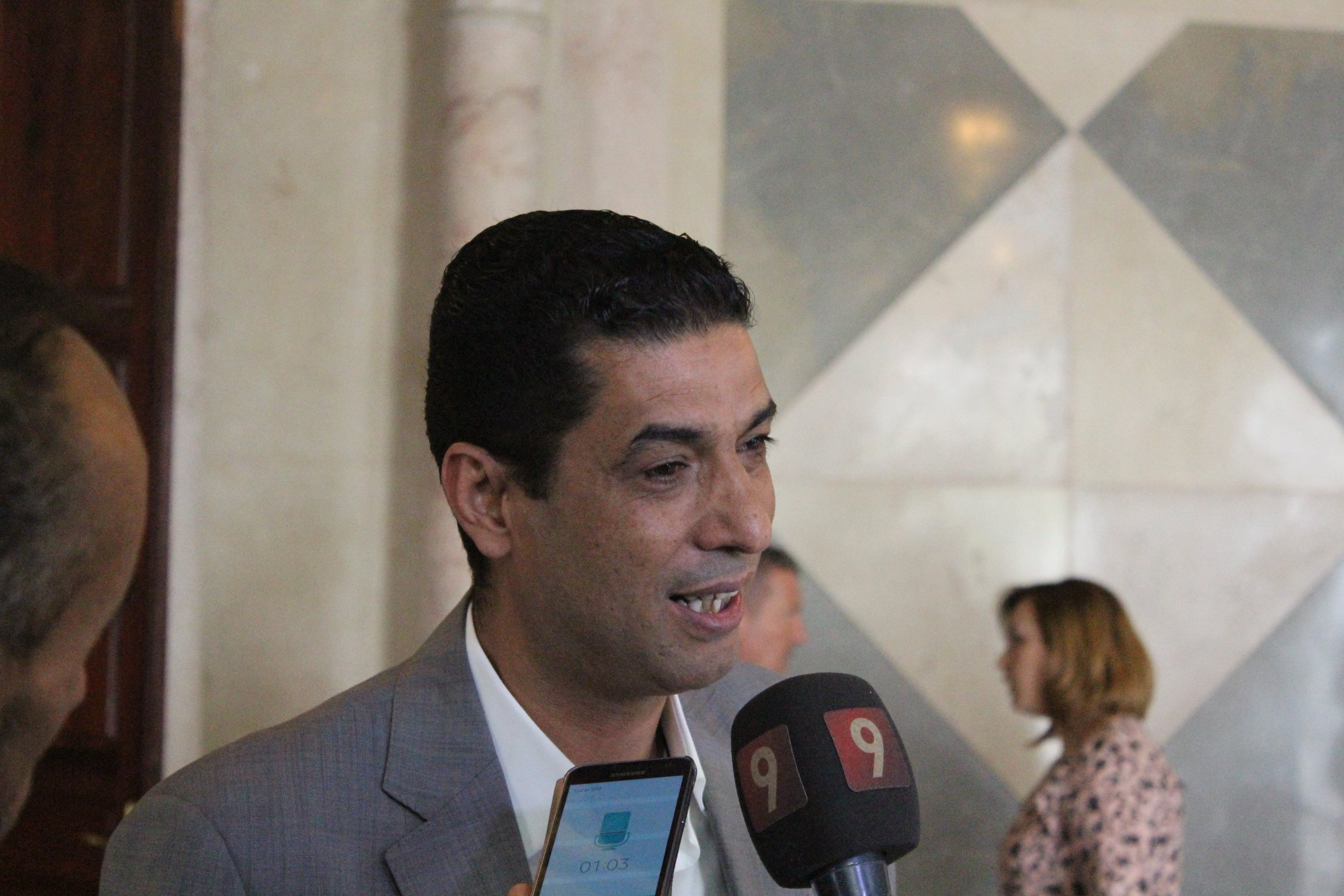
طارق فتيتي النائب الثاني للرئيس مستقل

## الأعضاء حسب الكتل
|                                      |                     |         |  |
| الكتلة/الأحزاب                       | الكتلة/الأحزاب      | المقاعد |  |
|                                      | حركة النهضة         | 54      |  |
| حركة النهضة                          | 52                  |         |  |
| القائمة المستقلة «الشباب المستقل»    | 1                   |         |  |
| القائمة المستقلة «الخير»             | 1                   |         |  |
|                                      |                     |         |  |
|                                      | الكتلة الديمقراطية  | 41      |  |
| حزب التيار الديمقراطي                | 22                  |         |  |
| حركة الشعب                           | 15                  |         |  |
| الجبهة الشعبية                       | 1                   |         |  |
| الاتحاد الديمقراطي الاجتماعي         | 1                   |         |  |
| حزب صوت الفلاحين                     | 1                   |         |  |
| القائمة المستقلة «المواطنة والتنمية» | 1                   |         |  |
|                                      |                     |         |  |
|                                      | حزب قلب تونس        | 38      |  |
|                                      |                     |         |  |
|                                      | ائتلاف الكرامة      | 21      |  |
|                                      |                     |         |  |
|                                      | الحزب الدستوري الحر | 17      |  |
|                                      |                     |         |  |
|                                      | كتلة الإصلاح الوطني | 15      |  |
| مشروع تونس                           | 4                   |         |  |
| نداء تونس                            | 3                   |         |  |
| حزب البديل التونسي                   | 3                   |         |  |
| آفاق تونس                            | 2                   |         |  |
| عيش تونسي                            | 1                   |         |  |
| القائمة المستقلة «الرجوع إلى الأصل»  | 1                   |         |  |
| القائمة المستقلة «سليانة في عينينا»  | 1                   |         |  |
|                                      |                     |         |  |
|                                      | تحيا تونس           | 14      |  |
|                                      |                     |         |  |
|                                      | كتلة المستقبل       | 9       |  |
| الاتحاد الشعبي الجمهوري              | 3                   |         |  |
| تيار المحبة                          | 1                   |         |  |
| الحزب الاشتراكي الدستوري             | 1                   |         |  |
| القائمات المستقلة «الرابطة الخضراء»  | 1                   |         |  |
| القائمة المستقلة «الوفاء بالعهد»     | 1                   |         |  |
| القائمة المستقلة «الإمتياز»          | 1                   |         |  |
| القائمة المستقلة «بكلنا تونس»        | 1                   |         |  |
|                                      |                     |         |  |
|                                      | بدون كتلة           | 8       |  |
| حزب الرحمة                           | 4                   |         |  |
| القائمات المستقلة «أمل وعمل»         | 2                   |         |  |
| القائمة المستقلة «نحن هنا»           | 1                   |         |  |
| القائمة المستقلة «بذل وعطاء»         | 1                   |         |  |
| الإجمالي                             | الإجمالي            | 217     |  |

## الأعضاء حسب الدائرة الانتخابية

### دائرة تونس الأولى الانتخابية
| الصورة | الاسم           | الحزب                 | الكتلة              |
| ------ | --------------- | --------------------- | ------------------- |
|        | راشد الغنوشي    | حركة النهضة           | حركة النهضة         |
|        | يمينة الزغلامي  | حركة النهضة           | حركة النهضة         |
|        | سميرة الشواشي   | حزب قلب تونس          | حزب قلب تونس        |
|        | أسامة الخليفي   | حزب قلب تونس          | حزب قلب تونس        |
|        | سامية عبو       | حزب التيار الديمقراطي | الكتلة الديمقراطية  |
|        | سيف الدين مخلوف | ائتلاف الكرامة        | ائتلاف الكرامة      |
|        | الناجي جراحي    | الحزب الدستوري الحر   | الحزب الدستوري الحر |
|        | سلوى بن عيشة    | حزب الرحمة            | بدون كتلة           |
|        | مصطفى بن أحمد   | تحيا تونس             | تحيا تونس           |

### دائرة تونس الثانية الانتخابية
| الصورة | الاسم            | الحزب                      | الكتلة              |
| ------ | ---------------- | -------------------------- | ------------------- |
|        | منير بلطي حمدي   | حزب قلب تونس               | حزب قلب تونس        |
|        | مريم السعيدي     | حزب قلب تونس               | حزب قلب تونس        |
|        | عبير موسي        | الحزب الدستوري الحر        | الحزب الدستوري الحر |
|        | أروى بن عباس     | حركة النهضة                | حركة النهضة         |
|        | هشام عجبوني      | حزب التيار الديمقراطي      | الكتلة الديمقراطية  |
|        | هشام بن أحمد     | تحيا تونس                  | تحيا تونس           |
|        | أحمد الصافي سعيد | القائمة المستقلة «نحن هنا» | بدون كتلة           |
|        | يسري الدالي      | ائتلاف الكرامة             | ائتلاف الكرامة      |

### دائرة أريانة الانتخابية
| الصورة | الاسم                           | الحزب                 | الكتلة              |
| ------ | ------------------------------- | --------------------- | ------------------- |
|        | عياض اللومي                     | حزب قلب تونس          | حزب قلب تونس        |
|        | شيراز الشابي                    | حزب قلب تونس          | حزب قلب تونس        |
|        | الصحبي عتيق                     | حركة النهضة           | حركة النهضة         |
|        | جميلة دبش                       | حركة النهضة           | حركة النهضة         |
|        | عواطف قريش أبو بكر زخامة (2019) | الحزب الدستوري الحر   | الحزب الدستوري الحر |
|        | نبيل حجي                        | حزب التيار الديمقراطي | الكتلة الديمقراطية  |
|        | عبد اللطيف العلوي               | ائتلاف الكرامة        | ائتلاف الكرامة      |
|        | أحمد بن عياد                    | حزب الرحمة            | بدون كتلة           |

### دائرة منوبة الانتخابية
| الصورة | الاسم                 | الحزب                 | الكتلة             |
| ------ | --------------------- | --------------------- | ------------------ |
|        | عماد الخميري          | حركة النهضة           | حركة النهضة        |
|        | لطيفة الحباشي         | حركة النهضة           | حركة النهضة        |
|        | حسان بن الحاج ابراهيم | حزب قلب تونس          | حزب قلب تونس       |
|        | سفيان المخلوفي        | حزب التيار الديمقراطي | الكتلة الديمقراطية |
|        | راشد الخياري          | ائتلاف الكرامة        | ائتلاف الكرامة     |
|        | معاض بن ضياف          | حزب الرحمة            | بدون كتلة          |
|        | عبد الرزاق عويدات     | حركة الشعب            | الكتلة الديمقراطية |

### دائرة بن عروس الانتخابية
| الصورة | الاسم             | الحزب                   | الكتلة              |
| ------ | ----------------- | ----------------------- | ------------------- |
|        | نور الدين البحيري | حركة النهضة             | حركة النهضة         |
|        | نسيبة بن علي      | حركة النهضة             | حركة النهضة         |
|        | آمال الورتتاني    | حزب قلب تونس            | حزب قلب تونس        |
|        | خالد قسومة        | حزب قلب تونس            | حزب قلب تونس        |
|        | غازي الشواشي      | حزب التيار الديمقراطي   | الكتلة الديمقراطية  |
|        | سميرة سايحي       | الحزب الدستوري الحر     | الحزب الدستوري الحر |
|        | حليمة الهمامي     | ائتلاف الكرامة          | ائتلاف الكرامة      |
|        | سعيد الجزيري      | حزب الرحمة              | بدون كتلة           |
|        | سنية الخشين       | تحيا تونس               | تحيا تونس           |
|        | جمال بضوافي       | الاتحاد الشعبي الجمهوري | كتلة المستقبل       |

### دائرة بنزرت الانتخابية
| الصورة | الاسم           | الحزب                 | الكتلة              |
| ------ | --------------- | --------------------- | ------------------- |
|        | غازي القروي     | حزب قلب تونس          | حزب قلب تونس        |
|        | ابتهاج بن هلال  | حزب قلب تونس          | حزب قلب تونس        |
|        | سمير ديلو       | حركة النهضة           | حركة النهضة         |
|        | آمنة بن حميد    | حركة النهضة           | حركة النهضة         |
|        | أحمد موحه       | ائتلاف الكرامة        | ائتلاف الكرامة      |
|        | فرحات الراجحي   | حزب التيار الديمقراطي | الكتلة الديمقراطية  |
|        | علي طياشي       | الحزب الدستوري الحر   | الحزب الدستوري الحر |
|        | المهدي بن غربية | تحيا تونس             | تحيا تونس           |
|        | ألفة التراس     | عيش تونسي             | الإصلاح الوطني      |

### دائرة نابل الأولى الانتخابية
| الصورة | الاسم           | الحزب                        | الكتلة              |
| ------ | --------------- | ---------------------------- | ------------------- |
|        | معز بلحاج رحومة | حركة النهضة                  | حركة النهضة         |
|        | جوهر المغيربي   | حزب قلب تونس                 | حزب قلب تونس        |
|        | ثامر سعد        | الحزب الدستوري الحر          | الحزب الدستوري الحر |
|        | امحمد بونني     | حزب التيار الديمقراطي        | الكتلة الديمقراطية  |
|        | منذر بن عطية    | ائتلاف الكرامة               | ائتلاف الكرامة      |
|        | إيمان بالطيب    | القائمات المستقلة «أمل وعمل» | بدون كتلة           |
|        | مروان فلفال     | تحيا تونس                    | تحيا تونس           |

### دائرة نابل الثانية الانتخابية
| الصورة | الاسم            | الحزب                 | الكتلة              |
| ------ | ---------------- | --------------------- | ------------------- |
|        | زهير مخلوف       | حزب قلب تونس          | حزب قلب تونس        |
|        | أحمد قعلول       | حركة النهضة           | حركة النهضة         |
|        | مجدي بوذينة      | الحزب الدستوري الحر   | الحزب الدستوري الحر |
|        | وليد الجلاد      | تحيا تونس             | تحيا تونس           |
|        | محمد الناصر بوسن | ائتلاف الكرامة        | ائتلاف الكرامة      |
|        | حاتم القروي      | حزب التيار الديمقراطي | الكتلة الديمقراطية  |

### دائرة زغوان الانتخابية
| الصورة | الاسم             | الحزب                    | الكتلة              |
| ------ | ----------------- | ------------------------ | ------------------- |
|        | عبد المجيد عمار   | حركة النهضة              | حركة النهضة         |
|        | الجديدي السبوعي   | حزب قلب تونس             | حزب قلب تونس        |
|        | فخر الدين شبشوب   | نداء تونس                | نداء تونس           |
|        | أحمد الصغير       | الحزب الدستوري الحر      | الحزب الدستوري الحر |
|        | شكري بالحاج عمارة | القائمة المستقلة «الخير» | حركة النهضة         |

### دائرة باجة الانتخابية
| الصورة | الاسم          | الحزب               | الكتلة              |
| ------ | -------------- | ------------------- | ------------------- |
|        | رفيق عمارة     | حزب قلب تونس        | حزب قلب تونس        |
|        | سهير العسكري   | حزب قلب تونس        | حزب قلب تونس        |
|        | محمد القوماني  | حركة النهضة         | حركة النهضة         |
|        | رضا الدلاعي    | حركة الشعب          | الكتلة الديمقراطية  |
|        | مصطفى الغربي   | الحزب الدستوري الحر | الحزب الدستوري الحر |
|        | الهادي الماكني | تحيا تونس           | تحيا تونس           |

### دائرة الكاف الانتخابية
| الصورة | الاسم         | الحزب                 | الكتلة             |
| ------ | ------------- | --------------------- | ------------------ |
|        | حاتم المليكي  | حزب قلب تونس          | حزب قلب تونس       |
|        | مريم اللغماني | حزب قلب تونس          | حزب قلب تونس       |
|        | مختار اللموشي | حركة النهضة           | حركة النهضة        |
|        | حاتم البوبكري | حركة الشعب            | الكتلة الديمقراطية |
|        | أمل سعيدي     | حزب التيار الديمقراطي | الكتلة الديمقراطية |
|        | نسرين العماري | مشروع تونس            | الإصلاح الوطني     |

### دائرة سليانة الانتخابية
| الصورة | الاسم              | الحزب                               | الكتلة              |
| ------ | ------------------ | ----------------------------------- | ------------------- |
|        | بلقاسم الدراجي     | حركة النهضة                         | حركة النهضة         |
|        | محمد مراد الحمزاوي | حزب قلب تونس                        | حزب قلب تونس        |
|        | خير الدين الزاهي   | القائمة المستقلة «بذل وعطاء»        | بدون كتلة           |
|        | عياشي زمال         | تحيا تونس                           | تحيا تونس           |
|        | عبد الرزاق الحسني  | الحزب الدستوري الحر                 | الحزب الدستوري الحر |
|        | حاتم المانسي       | القائمة المستقلة «سليانة في عينينا» | الإصلاح الوطني      |

### دائرة جندوبة الانتخابية
| الصورة | الاسم               | الحزب            | الكتلة             |
| ------ | ------------------- | ---------------- | ------------------ |
|        | عبد الحميد المرزوقي | حزب قلب تونس     | حزب قلب تونس       |
|        | شادية الحفصوني      | حزب قلب تونس     | حزب قلب تونس       |
|        | توفيق الزائري       | حركة النهضة      | حركة النهضة        |
|        | لطفي عيادي          | حركة الشعب       | الكتلة الديمقراطية |
|        | المنجي الرحوي       | الجبهة الشعبية   | الكتلة الديمقراطية |
|        | كمال عوادي          | تحيا تونس        | تحيا تونس          |
|        | نضال سعودي          | ائتلاف الكرامة   | ائتلاف الكرامة     |
|        | فيصل تبيني          | حزب صوت الفلاحين | الكتلة الديمقراطية |

### دائرة القيروان الانتخابية
| الصورة | الاسم             | الحزب                               | الكتلة             |
| ------ | ----------------- | ----------------------------------- | ------------------ |
|        | سيد الفرجاني      | حركة النهضة                         | حركة النهضة        |
|        | فريدة العبيدي     | حركة النهضة                         | حركة النهضة        |
|        | سيف الدين المرغني | حزب قلب تونس                        | حزب قلب تونس       |
|        | سهام الشريقي      | حزب قلب تونس                        | حزب قلب تونس       |
|        | ماهر زيد          | ائتلاف الكرامة                      | ائتلاف الكرامة     |
|        | الصحبي صمارة      | القائمات المستقلة «الرابطة الخضراء» | كتلة المستقبل      |
|        | نزار مخلوفي       | حزب التيار الديمقراطي               | الكتلة الديمقراطية |
|        | طارق فتيتي        | القائمة المستقلة «الرجوع إلى الأصل» | الإصلاح الوطني     |
|        | خالد الكريشي      | حركة الشعب                          | الكتلة الديمقراطية |

### دائرة سوسة الانتخابية
| الصورة | الاسم             | الحزب                 | الكتلة              |
| ------ | ----------------- | --------------------- | ------------------- |
|        | زياد العذاري      | حركة النهضة           | حركة النهضة         |
|        | وفاء عطية         | حركة النهضة           | حركة النهضة         |
|        | رضا شرف الدين     | حزب قلب تونس          | حزب قلب تونس        |
|        | سميرة بعيزيق      | حزب قلب تونس          | حزب قلب تونس        |
|        | محمد كريم كريفة   | الحزب الدستوري الحر   | الحزب الدستوري الحر |
|        | رضا الزغمي        | حزب التيار الديمقراطي | الكتلة الديمقراطية  |
|        | ميلاد بن الدالي   | ائتلاف الكرامة        | ائتلاف الكرامة      |
|        | حسين جنيح         | تحيا تونس             | تحيا تونس           |
|        | حافظ الزواري      | حزب البديل التونسي    | الإصلاح الوطني      |
|        | محمد الصادق قحبيش | آفاق تونس             | الإصلاح الوطني      |

### دائرة المنستير الانتخابية
| الصورة | الاسم            | الحزب                   | الكتلة              |
| ------ | ---------------- | ----------------------- | ------------------- |
|        | عياض علاق        | الحزب الدستوري الحر     | الحزب الدستوري الحر |
|        | لمياء جعيدان     | الحزب الدستوري الحر     | الحزب الدستوري الحر |
|        | المنصف بوغطاس    | حركة النهضة             | حركة النهضة         |
|        | سميرة السميعي    | حركة النهضة             | حركة النهضة         |
|        | محمد السخيري     | حزب قلب تونس            | حزب قلب تونس        |
|        | جلال الزياتي     | حزب البديل التونسي      | كتلة الإصلاح        |
|        | عدنان بن ابراهيم | الاتحاد الشعبي الجمهوري | كتلة المستقبل       |
|        | الأزهر الشملي    | حزب التيار الديمقراطي   | الكتلة الديمقراطية  |
|        | حسام موسى        | حركة الشعب              | الكتلة الديمقراطية  |

### دائرة المهدية الانتخابية
| الصورة | الاسم             | الحزب                 | الكتلة              |
| ------ | ----------------- | --------------------- | ------------------- |
|        | فتحي بلقاسم       | حركة النهضة           | حركة النهضة         |
|        | سميرة حميدة       | حركة النهضة           | حركة النهضة         |
|        | عماد أولاد جبريل  | حزب قلب تونس          | حزب قلب تونس        |
|        | أميرة شرف الدين   | حزب قلب تونس          | حزب قلب تونس        |
|        | الفاضل الوج       | الحزب الدستوري الحر   | الحزب الدستوري الحر |
|        | عز الدين الفرجاني | ائتلاف الكرامة        | ائتلاف الكرامة      |
|        | نجم الدين بن سالم | حزب التيار الديمقراطي | الكتلة الديمقراطية  |
|        | هيثم ابراهم       | آفاق تونس             | الإصلاح الوطني      |

### دائرة القصرين الانتخابية
| الصورة | الاسم               | الحزب                            | الكتلة         |
| ------ | ------------------- | -------------------------------- | -------------- |
|        | نور الدين العرباوي  | حركة النهضة                      | حركة النهضة    |
|        | محمد أحمد دلهومي    | حزب قلب تونس                     | حزب قلب تونس   |
|        | آية الله الهيشري    | الاتحاد الشعبي الجمهوري          | كتلة المستقبل  |
|        | مبروك الخشناوي      | القائمة المستقلة «الوفاء بالعهد» | كتلة المستقبل  |
|        | محمد زعبي           | القائمة المستقلة «الامتياز»      | كتلة المستقبل  |
|        | محمد الصالح اللطيفي | الحزب الاشتراكي الدستوري         | كتلة المستقبل  |
|        | محمد كمال حمزاوي    | تحيا تونس                        | تحيا تونس      |
|        | علي هرماسي          | نداء تونس                        | الإصلاح الوطني |

### دائرة سيدي بوزيد الانتخابية
| الصورة | الاسم           | الحزب                 | الكتلة             |
| ------ | --------------- | --------------------- | ------------------ |
|        | نوفل الجمالي    | حركة النهضة           | حركة النهضة        |
|        | حياة عمري       | حركة النهضة           | حركة النهضة        |
|        | نهى عيساوي      | حزب قلب تونس          | حزب قلب تونس       |
|        | بدر الدين قمودي | حركة الشعب            | الكتلة الديمقراطية |
|        | أمين ميساوي     | ائتلاف الكرامة        | ائتلاف الكرامة     |
|        | فيصل طاهري      | حزب البديل التونسي    | الإصلاح الوطني     |
|        | عصام برقوقي     | تيار المحبة           | كتلة المستقبل      |
|        | لسعد حجلاوي     | حزب التيار الديمقراطي | الكتلة الديمقراطية |

### دائرة قفصة الانتخابية
| الصورة | الاسم        | الحزب                             | الكتلة             |
| ------ | ------------ | --------------------------------- | ------------------ |
|        | زينب براهمي  | حركة النهضة                       | حركة النهضة        |
|        | هيكل المكي   | حركة الشعب                        | الكتلة الديمقراطية |
|        | لطفي علي     | تحيا تونس                         | تحيا تونس          |
|        | سفيان طوبال  | حزب قلب تونس                      | حزب قلب تونس       |
|        | أحمد بلقاسم  | القائمة المستقلة «الشباب المستقل» | حركة النهضة        |
|        | طارق ابراهمي | مشروع تونس                        | الإصلاح الوطني     |
|        | عدنان الحاجي | الاتحاد الديمقراطي الاجتماعي      | الكتلة الديمقراطية |

### دائرة توزر الانتخابية
| الصورة | الاسم        | الحزب                                | الكتلة             |
| ------ | ------------ | ------------------------------------ | ------------------ |
|        | بشر الشابي   | حركة النهضة                          | حركة النهضة        |
|        | شكري الذويبي | القائمة المستقلة «المواطنة والتنمية» | الكتلة الديمقراطية |
|        | علي جدي      | نداء تونس                            | الإصلاح الوطني     |
|        | محسن عرفاوي  | حركة الشعب                           | الكتلة الديمقراطية |

### دائرة صفاقس الأولى الانتخابية
| الصورة | الاسم               | الحزب                 | الكتلة              |
| ------ | ------------------- | --------------------- | ------------------- |
|        | فتحي العيادي        | حركة النهضة           | حركة النهضة         |
|        | فائزة بوهلال        | حركة النهضة           | حركة النهضة         |
|        | سماح دمق            | حزب قلب تونس          | حزب قلب تونس        |
|        | نعمان العش          | حزب التيار الديمقراطي | الكتلة الديمقراطية  |
|        | رضا الجوادي         | ائتلاف الكرامة        | ائتلاف الكرامة      |
|        | وسام الشعري         | الحزب الدستوري الحر   | الحزب الدستوري الحر |
|        | عبد السلام بن عمارة | حركة الشعب            | الكتلة الديمقراطية  |

### دائرة صفاقس الثانية الانتخابية
| الصورة | الاسم          | الحزب                 | الكتلة              |
| ------ | -------------- | --------------------- | ------------------- |
|        | فيصل دربال     | حركة النهضة           | حركة النهضة         |
|        | مريم بن بلقاسم | حركة النهضة           | حركة النهضة         |
|        | صفا الغريبي    | حزب قلب تونس          | حزب قلب تونس        |
|        | محمد الحصائري  | حزب قلب تونس          | حزب قلب تونس        |
|        | محمد العفاس    | ائتلاف الكرامة        | ائتلاف الكرامة      |
|        | عواطف افتيريش  | ائتلاف الكرامة        | ائتلاف الكرامة      |
|        | سالم قطاطة     | حزب التيار الديمقراطي | الكتلة الديمقراطية  |
|        | هاجر النيفر    | الحزب الدستوري الحر   | الحزب الدستوري الحر |
|        | علي بن عون     | حركة الشعب            | الكتلة الديمقراطية  |

### دائرة قابس الانتخابية
| الصورة | الاسم                  | الحزب                 | الكتلة             |
| ------ | ---------------------- | --------------------- | ------------------ |
|        | محمد زريق              | حركة النهضة           | حركة النهضة        |
|        | كنزة عجالة             | حركة النهضة           | حركة النهضة        |
|        | عبد الله حريزي         | حركة النهضة           | حركة النهضة        |
|        | كمال الحبيب فراج       | حركة الشعب            | الكتلة الديمقراطية |
|        | فؤاد ثامر              | حزب قلب تونس          | حزب قلب تونس       |
|        | محمد ضياء الدين بن عمر | حزب التيار الديمقراطي | الكتلة الديمقراطية |
|        | حسونة الناصفي          | مشروع تونس            | الإصلاح الوطني     |

### دائرة مدنين الانتخابية
| الصورة | الاسم             | الحزب        | الكتلة             |
| ------ | ----------------- | ------------ | ------------------ |
|        | فاكر الشويخي      | مستقل        | الكتلة الوطنية     |
|        | عامر العريض       | حركة النهضة  | حركة النهضة        |
|        | مروة بن تمروط     | حركة النهضة  | حركة النهضة        |
|        | محمد الأزهر الرمة | حركة النهضة  | حركة النهضة        |
|        |                   |              |                    |
|        | هاجر بوزمي        | حركة النهضة  | حركة النهضة        |
|        | سالم الأبيض       | حركة الشعب   | الكتلة الديمقراطية |
|        | ليلى الحداد       | حركة الشعب   | الكتلة الديمقراطية |
|        | مبروك كرشيد       | تحيا تونس    | تحيا تونس          |
|        | نعيمة المنصوري    | حزب قلب تونس | حزب قلب تونس       |

### دائرة تطاوين الانتخابية
| الصورة | الاسم               | الحزب          | الكتلة         |
| ------ | ------------------- | -------------- | -------------- |
|        | البشير الخليفي      | حركة النهضة    | حركة النهضة    |
|        | جميلة الجويني       | حركة النهضة    | حركة النهضة    |
|        | محمد الفاتح الخليفي | ائتلاف الكرامة | ائتلاف الكرامة |
|        | صهيب الوذان         | مشروع تونس     | الإصلاح الوطني |

### دائرة قبلي الانتخابية
| الصورة | الاسم              | الحزب          | الكتلة             |
| ------ | ------------------ | -------------- | ------------------ |
|        | بلقاسم حسن         | حركة النهضة    | حركة النهضة        |
|        | محبوبة بن ضيف الله | حركة النهضة    | حركة النهضة        |
|        | زهير المغزاوي      | حركة الشعب     | الكتلة الديمقراطية |
|        | الحبيب بن سيدهم    | ائتلاف الكرامة | ائتلاف الكرامة     |
|        | المكي زغدود        | تحيا تونس      | تحيا تونس          |

### الدوائر الانتخابية للتونسيين في الخارج

#### دائرة فرنسا الأولى الانتخابية
| الصورة | الاسم         | الحزب                        | الكتلة             |
| ------ | ------------- | ---------------------------- | ------------------ |
|        | سيدة الونيسي  | حركة النهضة                  | حركة النهضة        |
|        | ليليا بالليل  | حزب قلب تونس                 | حزب قلب تونس       |
|        | زياد الغناي   | حزب التيار الديمقراطي        | الكتلة الديمقراطية |
|        | ياسين العياري | القائمات المستقلة «أمل وعمل» | بدون كتلة          |
|        | عمر الغريبي   | ائتلاف الكرامة               | ائتلاف الكرامة     |

#### دائرة فرنسا الثانية الانتخابية
| الصورة | الاسم        | الحزب                 | الكتلة              |
| ------ | ------------ | --------------------- | ------------------- |
|        | ناجي الجمل   | حركة النهضة           | حركة النهضة         |
|        | فارس بلال    | حزب قلب تونس          | حزب قلب تونس        |
|        | زياد الهاشمي | ائتلاف الكرامة        | ائتلاف الكرامة      |
|        | زينب السفاري | الحزب الدستوري الحر   | الحزب الدستوري الحر |
|        | أنور بن شاهد | حزب التيار الديمقراطي | الكتلة الديمقراطية  |

#### دائرة إيطاليا الانتخابية
| الصورة | الاسم              | الحزب                           | الكتلة             |
| ------ | ------------------ | ------------------------------- | ------------------ |
|        | أسامة الصغير       | حركة النهضة                     | حركة النهضة        |
|        | سامي بن عبد العالي | القائمة المستقلة «بكلنا توانسة» | كتلة المستقبل      |
|        | مجدي الكرباعي      | حزب التيار الديمقراطي           | الكتلة الديمقراطية |

#### دائرة ألمانيا الانتخابية
| الصورة | الاسم        | الحزب       | الكتلة      |
| ------ | ------------ | ----------- | ----------- |
|        | موسى بن أحمد | حركة النهضة | حركة النهضة |

#### دائرة الأمريكيتين وبقية دول أوروبا الانتخابية
| الصورة | الاسم          | الحزب                 | الكتلة             |
| ------ | -------------- | --------------------- | ------------------ |
|        | رباب بن اللطيف | حركة النهضة           | حركة النهضة        |
|        | منيرة العياري  | حزب التيار الديمقراطي | الكتلة الديمقراطية |

#### دائرة الدول العربية وبقية دول العالم الانتخابية
| الصورة | الاسم        | الحزب                 | الكتلة             |
| ------ | ------------ | --------------------- | ------------------ |
|        | ماهر المذيوب | حركة النهضة           | حركة النهضة        |
|        | محمد عمار    | حزب التيار الديمقراطي | الكتلة الديمقراطية |

## مقالات ذات صلة
- مجلس نواب الشعب (تونس)
- الانتخابات التشريعية التونسية 2019

## روابط خارجية
- الموقع الرسمي لمجلس نواب الشعب نسخة محفوظة 11 يوليو 2021 على موقع واي باك مشين..
- الموقع الرسمي للهيئة العليا المستقلة للانتخابات.